# Thủy tinh vẽ màu
Thủy tinh vẽ màu là các bức họa được vẽ lên thủy tinh bởi màu chuyên dùng công nghiệp, hoặc họa sĩ tự pha chế. Nó là bản sao của kính  ghép màu nhưng có tuổi thọ màu sắc kém hơn, không thể chịu mưa, và nắng. Sản phẩm thủy tinh vẽ được biết đến và thông dụng nhất ở châu Âu.

## Thủy tinh vẽ màu tại Việt Nam
Tại Việt Nam vẽ thủy tinh đã có từ lâu, nhưng để phát triển thành một trường phái hội họa trên thủy tinh mang tính nghệ thuật cao thì lần đầu tiên được biết đến là họa sĩ Nguyễn Anh Vũ.
...